# Stanić (priimek)
Stanić je priimek v Sloveniji in tujini. Po podatkih Statističnega urada Republike Slovenije je na dan 1. januarja 2011 v Slovenji uporabljalo ta priimek 287 oseb.  

## Znani nosilci priimka
- Dragutin Stanić (1913-1996), bosansko-hercegovski general, narodni heroj Jugoslavije
- Elvis Stanić (*1963), hrvaški jazz-glasbenik, skladatelj in aranžer
- Jovo Stanić, partizanski komandant (Gregočičeve brigade)
- Mario Stanić, hrvaški nogometaš
- Marjan Stanić, slovenski igralec; (=? bobnar/tolkalist)
- Stanko Stanić (*1954), ekonomist, rektor univerze v Banja Luki
- Stjepan "Jimmy" Stanić (*1929), hrvaški pevec zabavne glasbe (z ženo Barbaro Trohar)